# Ксилотрех антилопа
Ксилотре́х антило́па (лат. Xylotrechus antilope Schönherr, 1817 = Clytus hieroglyphicus Drapiez, 1819) — вид жуків з родини вусачів.

## Хорологія
Xylotrechus antilope належить до пан'європейської групи видів, що входять у європейський зооґеографічний комплекс. Ареал охоплює Європу, Кавказ, Закавказзя, Малу Азію, Північний Іран, Близький Схід.
У Карпатському Єврорегіоні України зустрічається переважно в передгірних районах, вид є звичайним для Закарпатської області.

## Екологія
Трапляється в зоні передгірних дубових лісів. Як і більшість видів роду Ксилотрех, зустрічається на зрубах та вітровалах, у купах дров й на пилорамах тощо, квітів не відвідує. Літ триває впродовж травня-серпня. Личинка розвивається в різних видах дуба. 

## Морфологія

### Імаго
Диск передньоспинки в дуже грубій і зморшкуватій скульптурі. Передньоспинка зі слабкими, облямовуючими, жовтими волосяними плямами. Забарвлення тіла чорне, іноді буре. Надкрила з жовтим волосяним візерунком, загалом схожим на такий же як у X. capricornis.

### Личинка
У личинки з кожної сторони голови по 1 вічку. Гіпостом з поперечними борозенками. Верхня губа поперечна. Мандибули з неглибокою поперечною борозною. Основна частина пронотуму, терґіти і стерніти середньо- і задньогрудей, а також сегменти черевця покриті мікроскопічними шипиками. Ноги рудиментарні у вигляді маленького нечленистого горбика. Мозолі черевця з 4-а поздовжніми борозенками. Дихальця великі, овальні.

## Життєвий цикл
Генерація – дворічна.

## Підвиди
Підвид Xylotrechus antilope obliquefasciatus Pic.